# The Blur Barbosa vs. Aliens
The Blur Barbosa vs. Aliens é um jogo independente com versões para iOS e Android.
O jogo foi baseado no jogador brasileiro de basquete Leandrinho Barbosa. Em julho de 2016, ele tornou-se um dos finalistas do prêmio Indie Prize Showcase.

## Sinopse
| “ | "The Blur Barbosa vs. Aliens é um jogo mobile de Basquete, inspirado na imagem e trajetória do atleta Leandrinho Barbosa, o astro brasileiro do Golden State Warriors que atua na NBA. Em um mundo onde Aliens e Humanos convivem de forma pacífica e cooperativa, as novas ordens sociais estão sendo redefinidas. Neste contexto, o esporte em comum entre as duas raças irá estabelecer a nova hegemonia mundial. Para um duelo de arremessos, a humanidade elegeu seu representante: "The Blur" Barbosa." | ” |